# Enrique Bañuelos
Enrique Bañuelos de Castro (Sagunto, 14 de febrero de 1966) es un empresario de origen valenciano que figura en 2012 en la lista 'Forbes', índice de las mayores fortunas del mundo, situando su fortuna personal en más de 1.500 millones de euros.

## Biografía personal
Enrique Bañuelos de Castro nació en España en el seno de una familia humilde. Tenía nueve años cuando su padre falleció en un accidente laboral. Enrique Bañuelos se licenció en Derecho por la Universidad de Valencia y máster en Dirección de Empresas por la Escuela de Organización Industrial perteneciente al Ministerio de Industria y Economía del Gobierno de España.
Con 16 años fundó su primera empresa, la cual se dedicaba a la producción y comercialización de miel y productos derivados. Tres años después, Enrique Bañuelos estudió al detalle las leyes relacionadas con el mercado del suelo, la promoción inmobiliaria y el papel que podía desarrollar un agente urbanizador.
Su grupo inmobiliario nació en el ámbito mediterráneo, urbanizando 17.400.000 m² y con aproximadamente 50.000 viviendas orientadas a clases medias como segunda vivienda. En el año 2006 se fusionaron varias de sus empresas formando el grupo Astroc. La crisis inmobiliaria y financiera provocó la venta de Astroc.
Enrique Bañuelos trasladó sus actividades a mercados internacionales. En 2008 creó Veremonte, una sociedad de inversión y comenzó en Brasil adquiriendo el 7% de Agra, el control de Abyara y Klabin Segall y, posteriormente, a la fusión de las mismas en Agre. Esta era la quinta mayor inmobiliaria del país sudamericano y salió al mercado por un valor de 1.200 millones de euros, debutando en el mercado bursátil brasileño con el ticker AGEI3.
En noviembre de 2010, Veremonte abrió su sede en Madrid (España) con el objetivo de invertir en empresas españolas para abrirlas al mercado de Brasil, fusionándolas con empresas brasileñas o sacándolas a cotizar en la bolsa del país. La nueva oficina se ubicó en el Paseo de la Castellana de Madrid, en pleno centro de negocios de la capital. Esta se suma a la que ya tenía en Londres y São Paulo.
El mismo mes de noviembre, Enrique Bañuelos entró en el sector de las energías renovables con la constitución del que será primer grupo de biodiésel de Brasil. Veremonte es el primer accionista de esta compañía, con alrededor del 33% de su capital social. La 'energía limpia' es uno de los sectores hacia los que esta sociedad pretende extender sus negocios.
A mediados de 2012, Enrique Bañuelos volvió a España tomando el 28 % de control de Amper, una inversión por el posicionamiento de esta firma tecnológica en América Latina. En septiembre del mismo año se anunció que Enrique Bañuelos, mediante la sociedad Veremonte, se había aliado con La Caixa y la Generalidad de Cataluña para construir el macrocomplejo de ocio y turismo que terminaría siendo nombrado BCN World.

## Familia
Enrique Bañuelos de Castro está divorciado y tiene dos hijas.

## Polémica
Enrique Bañuelos estuvo involucrado en la caída del valor en Bolsa de su propia empresa, Astroc, la cual se desplomó el 24 de abril de 2007. Puso a la venta el 25 % de Astroc a un precio de 6,4 euros por acción en mayo de 2006 y en febrero de 2007, las acciones se intercambiaban por 72 euros. Con el paso de los meses el valor de la empresa se depreció un 76 % y las acciones bajaron hasta menos de 10 euros. Esto supuso la ruina para muchos pequeños inversores y multitud de accionistas se querellaron contra él por un supuesto delito de maquinación para alterar el precio de las cosas y presunto uso de información privilegiada. Tres meses después de estos hechos, el juez Baltasar Garzón archivó la querella: “El querellante debería haber examinado mejor los riesgos de su inversión”.